# 刘晏春
刘晏春（1903年12月18日—1971年6月9日），河南省濮阳县人，中华人民共和国政治人物，河南省政协原副主席，第二、三届全国人大代表。

## 生平
1903年出生于开州（今属濮阳县）五星集的一个贫苦农民家庭。1920年春考入濮阳县高级小学，因当年收成不佳，被迫辍学。1922年进入县师范讲习所，毕业后在县第一模范小学等地从教。
1930年7月加入中国共产党。同年参加革命工作，在河南、山东等地从事党的地下革命活动，历任中共濮阳中心县委宣传部长、县委书记，山东省委鲁西特委书记，山东省委组织部长。抗日战争时期，历任中共豫北地委书记，冀鲁豫区委宣传部长、民运部长等职。1943年当选中共七大代表。同年10月入延安中央党校学习，参与整风运动。第二次国共内战期间，历任冀鲁豫区社会部长、组织部长。1949年8月平原省成立后，任省委常委、组织部长兼党校校长、纪律检查委员会书记。9月任平原省黄河防汛指挥部政治委员。
1952年底平原省撤销建制后，任中共中央华北局纪律检查委员会副书记。1954年8月，任中共中央纪律检查委员会专职委员。1955年，任中共中央监察委员会监察员。1958年，调任中共河南省委专职常委，省政协副主席、省农业委员会副主任。1959年当选第二届全国人大代表，1964年当选第三届全国人大代表。文化大革命期间受到冲击，被造反派批斗。1969年底，在三门峡张湾五七干校进行劳动改造。1971年6月9日在焦作含冤逝世。1979年春获得平反。3月23日，在郑州召开追悼大会。